# 韓鳳
韓 鳳（かん ほう、生没年不詳）は、中国の北斉の後主の近臣。字は長鸞。本貫は広寧郡石門県（現在の山西省晋中市寿陽県）。

## 経歴
青州刺史・高密郡公の韓裔（字は永興、韓賢の子）と鮮于氏のあいだの子として生まれた。若くして聡明で、膂力があり、騎射を得意とした。北斉に仕えて烏賀真・大賢真正都督となった。後主が皇太子として東宮にいたとき、武成帝は簡都督20人を東宮に送って侍衛としたが、韓鳳はそのひとりであった。後主はその中でも韓鳳の手を引き、「都督看児が来た」と言って、たびたびふざけあった。韓鳳は高密郡公の爵位を嗣ぎ、開府儀同三司の位を受けた。
571年、和士開が厙狄伏連らのために殺害されると、韓鳳は侍中・領軍に任じられ、内省の機密を総覧した。祖珽が韓鳳と後主の前で議論したとき、祖珽が「強弓と長矛は互いに譲り合うべきものだ。軍事や国事においてどうして争うことができよう」と言った。韓鳳は「おのおのが意見を出すのに、どうして文武に優劣があろうか」と答えた。後主が斛律光を処刑しようとしたとき、韓鳳は強く反対した。祖珽が讒言して斛律光を殺すと、韓鳳は数日のあいだ後主に対して口を利こうとしなかった。まもなくもとに戻った。韓鳳は昌黎郡王に封ぜられた。子の韓宝仁（『北史』では韓宝行）は公主を妻とし、晋陽でも第一級の邸宅を賜っていた。その公主が男の子を産むと、後主は韓鳳の邸宅に行幸し、日を徹して宴会がおこなわれた。軍事や国事の機密で韓鳳の手を経ないことはなく、韓鳳は高阿那肱・穆提婆とともに政権の要衝にあって、三貴と号され、国政を乱した。573年、寿陽が失陥したとき、韓鳳は穆提婆とともに敗北の報を聞き、「よその家の物が、よそに去ったものだ」と言った。後主が黎陽の黄河沿いに築城させようとしたとき、後主は「緊急の時には亀茲国の子にこれを守らせよう。仮の宿りの人生をあわれむべし。ただ楽しいことをおこなうのみであって、どうして憂うことがあろう？」と言った。君臣ともにこの有様であった。韓鳳の弟の韓万歳と、韓鳳のふたりの子の韓宝仁（韓宝行）・韓宝信はそろって開府儀同となった。
韓鳳は段孝言と母方の親戚同士であったので、互いに馴れあい、段孝言が晋陽宮の造営を監督したとき、段孝言は官夫や官匠を使役して自宅を作らせ、韓鳳と穆提婆も段孝言の派遣した工匠に自分の邸宅を造らせた。陳徳信がこのことを調べて後主に報告すると、後主は怒って韓鳳と穆提婆の官爵を剥奪し、その邸宅を破壊させ、公主を離婚させた。576年、後主が晋陽から鄴に逃げ帰ると、韓鳳は宮廷に呼び戻され、王爵に復し、開府・領軍大将軍となった。577年、後主に従って黄河を渡り、青州に到着したが、ともに北周軍に捕らえられた。
後に隋に仕えて、位は隴州刺史に終わった。子の韓宝仁（韓宝行）が後を継いだ。孫に韓昌がいた。

## 伝記資料
- 『北斉書』巻50 列伝第42 恩倖
- 『北史』巻92 列伝第80 恩幸